# Cecropia pachystachya
El ambay (Cecropia pachystachya) es un árbol perteneciente a la familia botánica de las Cecropiáceas. Crece en las selvas marginales de los ríos del Brasil, la región amazónica de Bolivia, Paraguay, y en el noreste de la Argentina. Puede medir hasta 15 metros de altura y su tronco tiene un diámetro de entre 20 y 30 centímetros. Posee una copa alta y aparasolada, florece y fructifica todo el año.

## Descripción
Es una especie característica de los bosques secundarios de la Región Oriental paraguaya. También se halla en los bosques húmedos de buen drenaje del Chaco húmedo. Se establece rápidamente en claros por tormentas, caídas de árboles grandes o por el accionar humano. Se la encuentra en matorrales y orillas de selvas, arroyos y ríos. Sus ramitas huecas están habitadas por hormigas bravas (Azteca spp.) y sus frutos son buscados por pájaros, murciélagos y otros animales que dispersan las semillas.
Tiene flores dioicas de color azul violáceo, reunidas en inflorescencias espiciformes axilares solitarias: las masculinas más pequeñas, sésiles, con dos estambres y anteras grandes; las femeninas de perianto ligeramente membranoso, ovario incluso.

## Taxonomía
Cecropia pachystachya fue descrita por el botánico francés Auguste Adolphe Lucien Trécul y publicado en Annales des Sciences Naturelles; Botanique, sér. 3, 8: 80 en 1847.
Etimología
Cecropia: nombre genérico que es una referencia al legendario rey Cécrope II, hijo de Erecteo y antiguo rey de Ática.
Sinonimia
- Ambaiba adenopus (Mart. ex Miq.) Kuntze
- Ambaiba carbonaria (Mart. ex Miq.) Kuntze
- Ambaiba cinerea (Miq.) Kuntze
- Ambaiba cyrtostachya (Miq.) Kuntze
- Ambaiba lyratiflora (Miq.) Kuntze
- Ambaiba lyratiloba (Miq.) Kuntze
- Ambaiba pachystachya (Trécul) Kuntze
- Ambaiba tenoreana Kuntze
- Cecropia ambaci Rojas Acosta
- Cecropia carbonaria Mart. ex Miq.
- Cecropia catarinensis Cuatrec.
- Cecropia cinerea Miq.
- Cecropia cyrtostachya Miq.
- Cecropia digitata Ten. ex Miq.
- Cecropia glauca Rojas Acosta
- Cecropia lyratiloba Miq.
- Cecropia lyratiloba var. nana J.C.Andrade & J.P.Pereira
- Cecropia peltata Vell[2]

## Importancia económica y cultural
Se utiliza la madera para pulpa y papel, o como sustituto de la madera de balsa (Ochroma pyramidale). También en mezcla  para fabricar bloques de cemento. 

### Uso medicinal

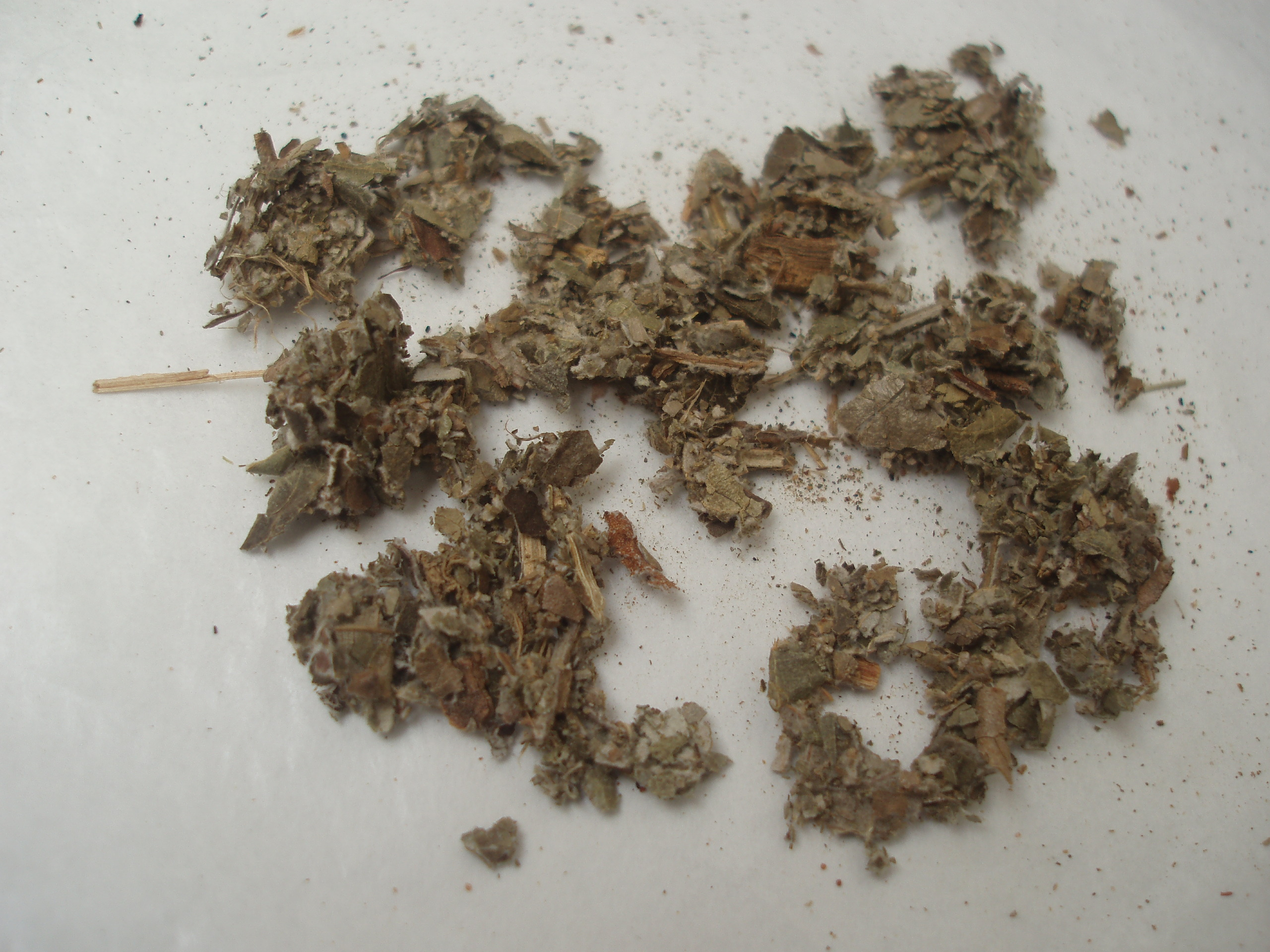
Yuyos de Amba'y del Paraguay.

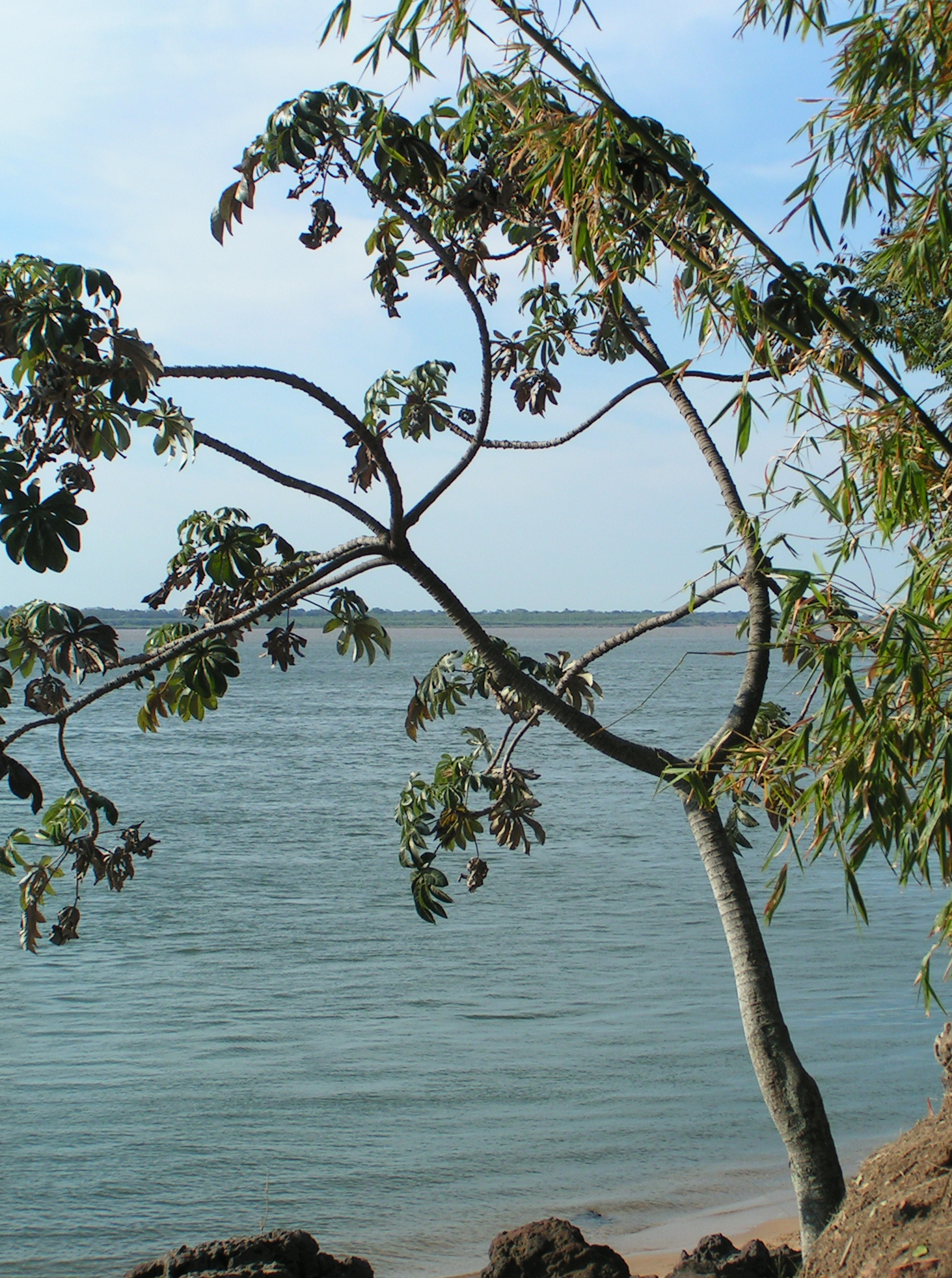
Vista de la planta

Sus hojas y corteza tienen virtudes medicinales (expectorantes y antiasmáticas). La parte más activa farmacológicamente son los brotes o "cogollos". Sus hojas también pueden servir de lija casera.
Las cecropias, que fueron utilizadas con fines curativos por los aborígenes desde México hasta la región nordeste de la Argentina, continúan siendo un remedio de uso habitual en la medicina popular, tanto de la región guaranítica como de la rioplatense, especialmente en las afecciones catarrales de las vías respiratorias.

### Principios activos
En sus hojas se encuentran ambaína, ambainina, cecropina y cecropinina. Es expectorante, antiespasmódico, antiasmático, diurético y cardiotónico. Las hojas, junto con la corteza, se usan como béquico.

## Nombres comunes
- Ambaí, amba'y, amba, ambay, palo de lija, imbauba, embauva, umbauva, imbauva, ambaiba, pijanina